# Буи-сюр-Орвен
Буи́-сюр-Орве́н (фр. Bouy-sur-Orvin) — коммуна во Франции, находится в регионе Шампань — Арденны. Департамент — Об. Входит в состав кантона Ножан-сюр-Сен. Округ коммуны — Ножан-сюр-Сен.
Код INSEE коммуны — 10057.
Коммуна расположена приблизительно в 100 км к юго-востоку от Парижа, в 90 км юго-западнее Шалон-ан-Шампани, в 45 км к западу от Труа.

## Население
Население коммуны на 2008 год составляло 62 человека.
| 1962 | 1968 | 1975 | 1982 | 1990 | 1999 | 2008 |
| ---- | ---- | ---- | ---- | ---- | ---- | ---- |
| 80   | 92   | 73   | 64   | 56   | 56   | 62   |

## Администрация
| Период | Период | Фамилия      | Партия | Примечания |
| ------ | ------ | ------------ | ------ | ---------- |
| 2001   | 2008   | Клод Жером   |        |            |
| 2008   |        | Мишель Жером |        |            |

## Экономика
В 2007 году среди 37 человек в трудоспособном возрасте (15—64 лет) 29 были экономически активными, 8 — неактивными (показатель активности — 78,4 %, в 1999 году было 75,8 %). Из 29 активных работали 28 человек (15 мужчин и 13 женщин), безработной была 1 женщина. Среди 8 неактивных 4 человека были учениками или студентами, 3 — пенсионерами, 1 были неактивными по другим причинам.

## Фотогалерея

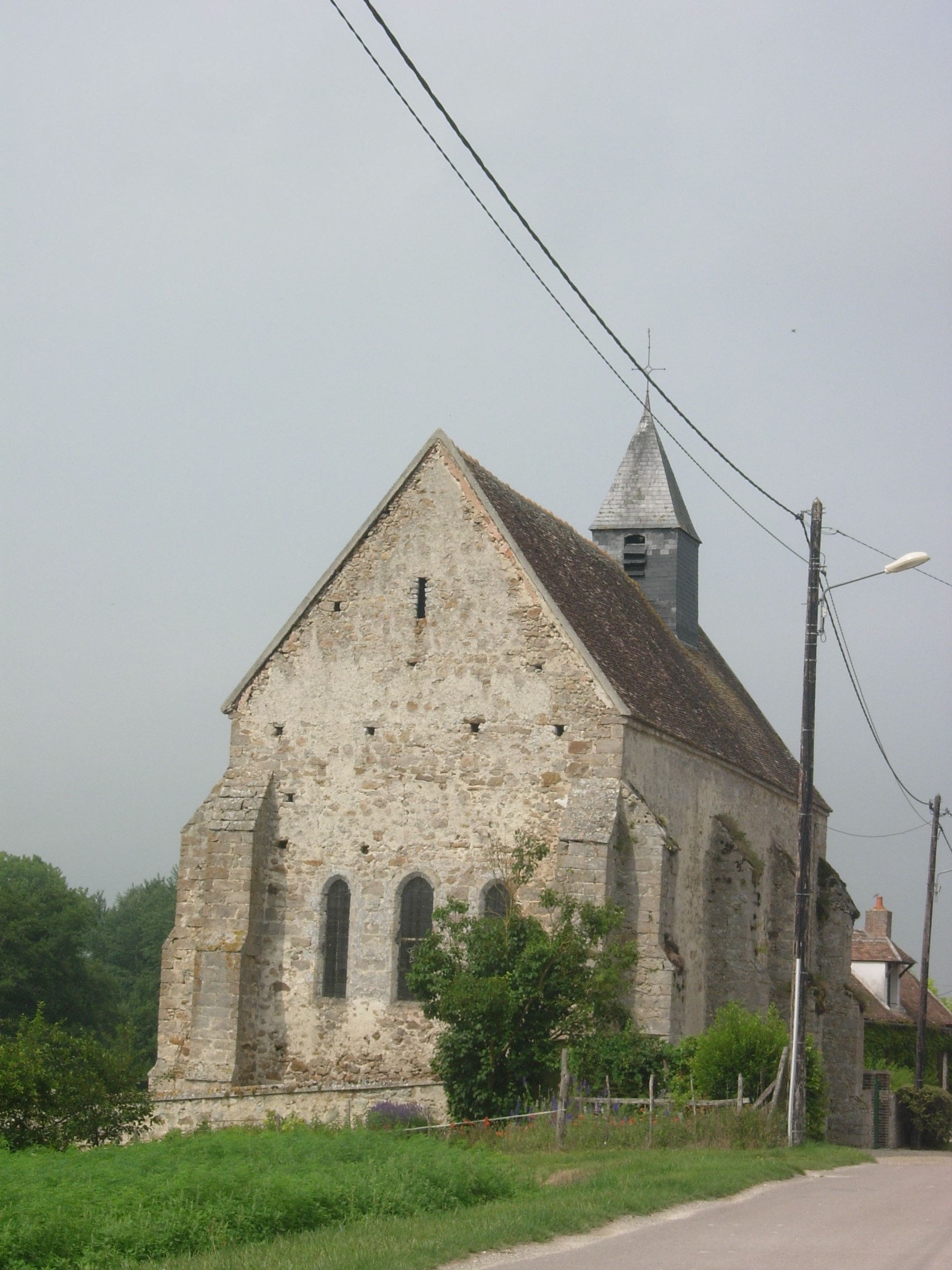
Церковь
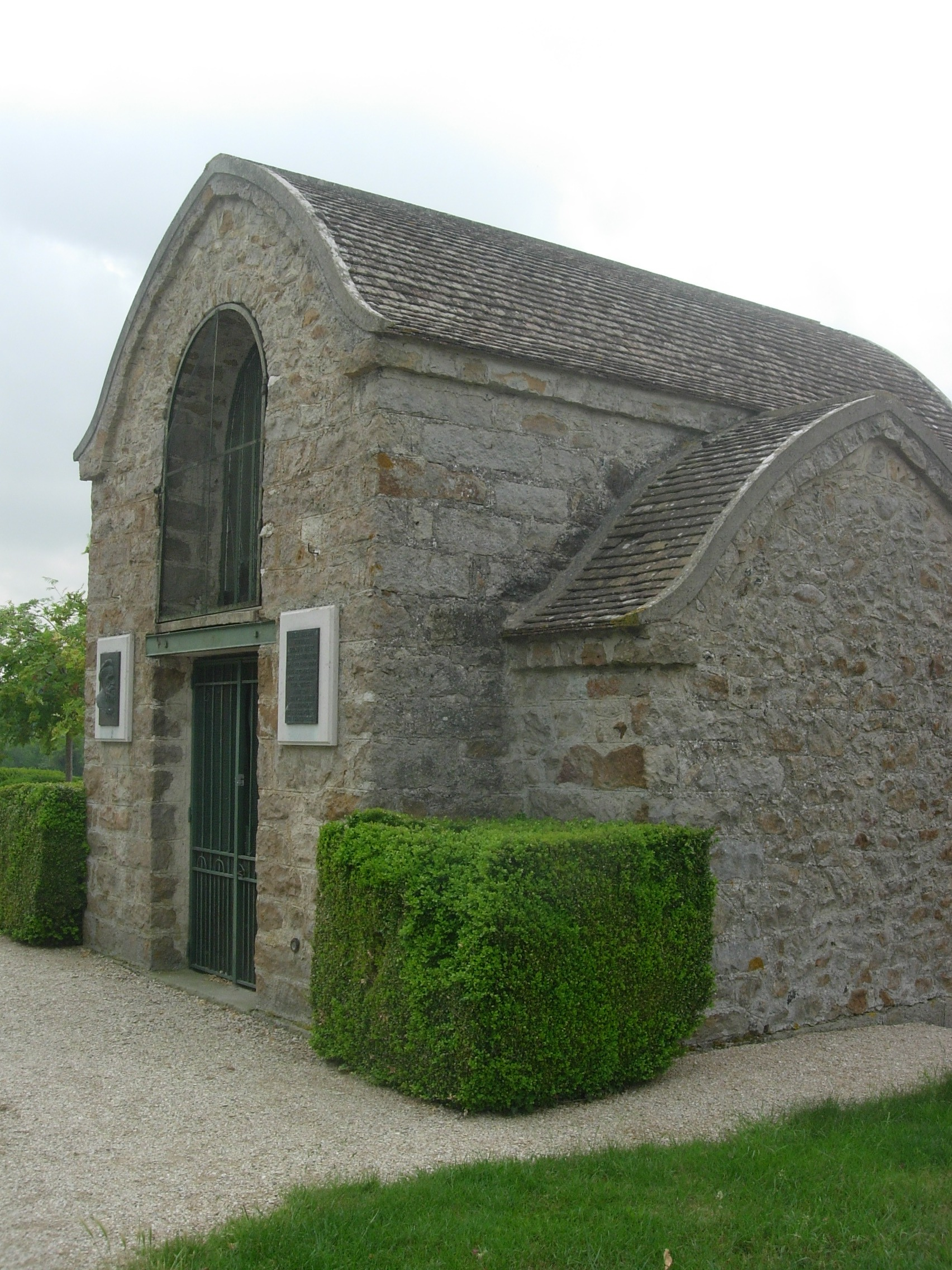
Часовня
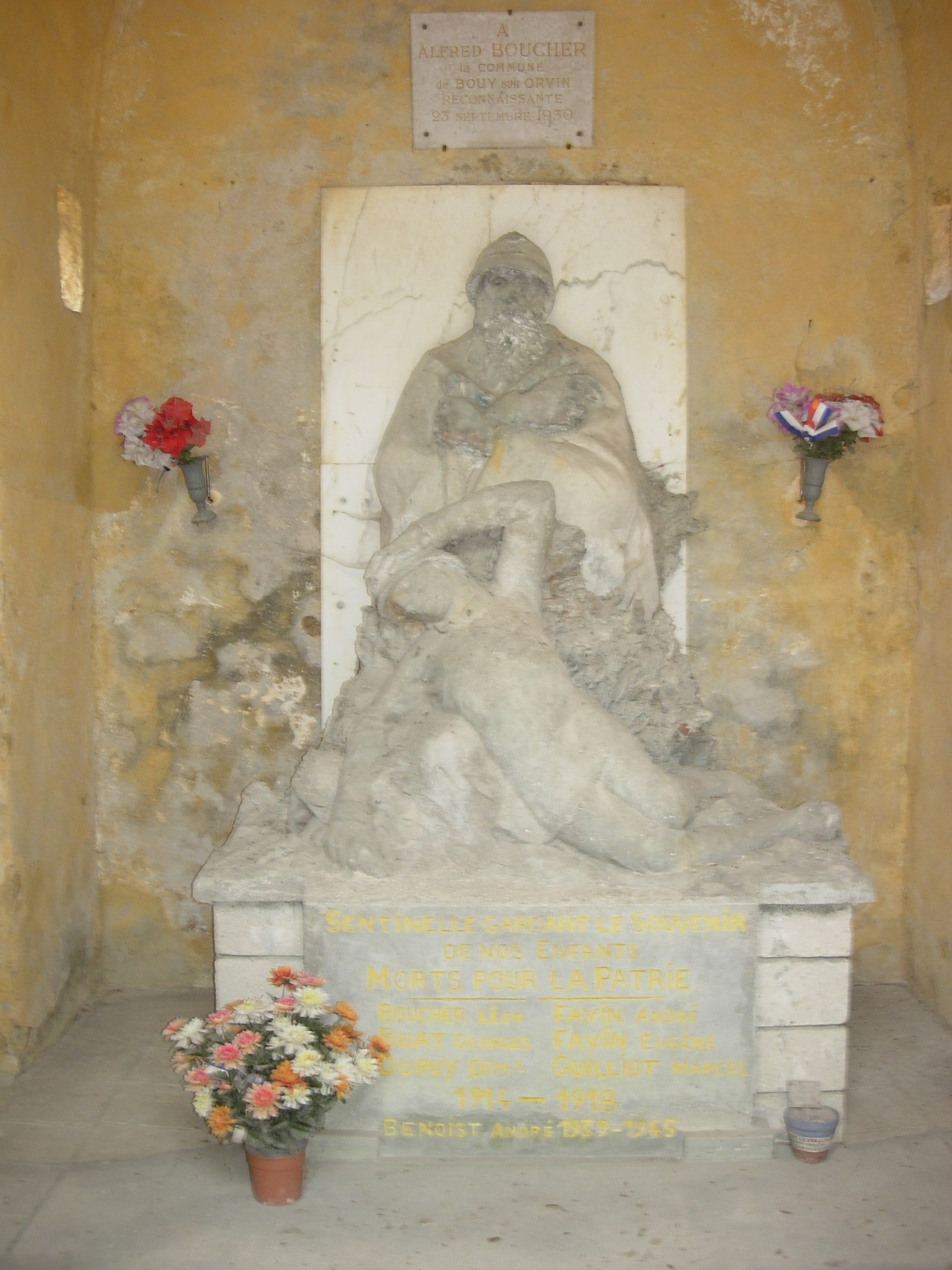
Интерьер часовни
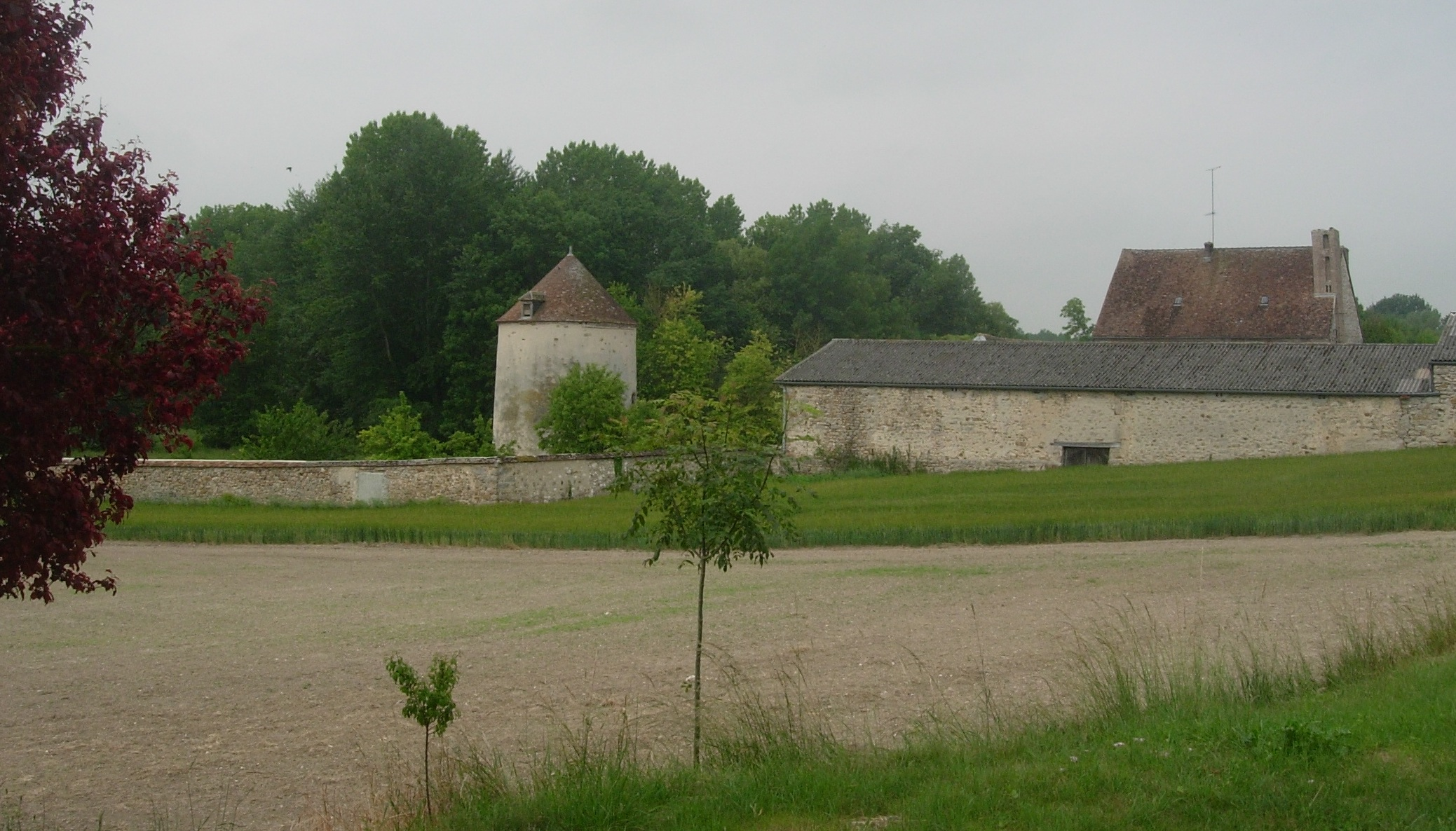
Старый замок и голубятня